# Cyrtanthus carneus
Cyrtanthus carneus là một loài thực vật có hoa trong họ Amaryllidaceae. Loài này được Lindl. mô tả khoa học đầu tiên năm 1832.